# Trường Đại học Sư phạm Thành phố Hồ Chí Minh
Trường Đại học Sư phạm Thành phố Hồ Chí Minh (tiếng Anh: Ho Chi Minh City University of Education – HCMUE) được thành lập ngày 27 tháng 10 năm 1976 theo Quyết định số 426/TTg của Thủ tướng Chính phủ, là một trường đại học chuyên ngành sư phạm và ngôn ngữ, được xếp vào nhóm trường đại học trọng điểm quốc gia Việt Nam. Trường trực thuộc Bộ Giáo dục và Đào tạo.

## Lịch sử
Tiền thân của trường là Phân khoa Sư phạm (Faculté de Pédagogie) thuộc Viện Đại học Sài Gòn (còn gọi là Trường Đại học Sư phạm Sài Gòn), được thành lập vào năm 1957 dưới chính thể Việt Nam Cộng hòa.
Ngày 8 tháng 11 năm 1975, Chính phủ Cách mạng lâm thời Cộng hòa Miền Nam Việt Nam thành lập Viện Đại học Sài Gòn gồm 11 trường đại học trên địa bàn, trong đó có cả Trường Đại học Sư phạm Sài Gòn. Sau khi Việt Nam thống nhất, ngày 27 tháng 10 năm 1976, Thủ tướng Chính phủ Việt Nam đã ban hành Quyết định số 426/TTg thành lập Trường Đại học Sư phạm Thành phố Hồ Chí Minh trên cơ sở của Trường Đại học Sư phạm Sài Gòn.
Năm 1995, Trường Đại học Sư phạm Thành phố Hồ Chí Minh đã được nhập vào làm một thành viên của Đại học Quốc gia Thành phố Hồ Chí Minh. Tuy nhiên, vào năm 1999, Đại học Quốc gia Thành phố Hồ Chí Minh được tổ chức lại trên cơ sở chia tách và thành lập mới. Theo đó, Trường Đại học Sư phạm Thành phố Hồ Chí Minh lại được Thủ tướng Chính phủ tách ra thành một trường trực thuộc Bộ Giáo dục và Đào tạo Việt Nam. Theo quyết định của Thủ tướng Chính phủ, Trường Đại học Sư phạm Thành phố Hồ Chí Minh là hiện là một trong 15 trường đại học trọng điểm quốc gia Việt Nam và cũng là một trong hai trường đại học sư phạm lớn của Việt Nam (cùng với Trường Đại học Sư phạm Hà Nội).

## Hoạt động đào tạo
Trường Đại học Sư phạm Thành phố Hồ Chí Minh hiện có 43 chuyên ngành đào tạo ở trình độ đại học, trong đó có 22 ngành đào tạo giáo viên và 21 ngành khác; 26 chuyên ngành thạc sĩ, 10 chuyên ngành tiến sĩ. Tính đến tháng 7/2023, trường có 3 giáo sư và 33 phó giáo sư, 205 tiến sĩ và tiến sĩ khoa học (đã bao gồm GS và PGS), 367 thạc sĩ trong tổng số 785 cán bộ, viên chức.

### Đào tạo Đại học
Năm 2023, Trường Đại học Sư phạm Thành phố Hồ Chí Minh đào tạo trình độ cử nhân cho 43 ngành:
- Các ngành Khoa học Giáo dục: Giáo dục học, Quản lý giáo dục.
- Các ngành đào tạo giáo viên: Sư phạm Toán học, Sư phạm Tin học, Sư phạm Vật lý, Sư phạm Hóa học, Sư phạm Sinh học, Sư phạm Khoa học Tự nhiên, Sư phạm Công nghệ, Sư phạm Ngữ văn, Sư phạm Lịch sử, Sư phạm Địa lý, Sư phạm Lịch sử và Địa lý, Giáo dục Chính trị, Giáo dục Công dân, Sư phạm Tiếng Anh, Sư phạm Tiếng Pháp, Sư phạm Tiếng Nga, Sư phạm Tiếng Trung Quốc, Giáo dục Tiểu học, Giáo dục Mầm non, Giáo dục Thể chất, Giáo dục Đặc biệt, Giáo dục Quốc phòng – An ninh.
- Các ngành Nhân văn: Ngôn ngữ Anh, Ngôn ngữ Pháp, Ngôn ngữ Nga, Ngôn ngữ Trung Quốc, Ngôn ngữ Nhật, Ngôn ngữ Hàn Quốc, Văn học.
- Các ngành Khoa học Xã hội và Hành vi: Tâm lý học, Tâm lý học giáo dục, Địa lý học, Quốc tế học, Việt Nam học.
- Các ngành Khoa học Tự nhiên: Vật lý học, Hoá học.
- Các ngành Máy tính và Công nghệ thông tin: Công nghệ Thông tin.
- Các ngành Dịch vụ xã hội: Công tác xã hội.
- Các ngành Du lịch, khách sạn, thể thao và dịch vụ cá nhân: Du lịch.
- Các ngành Khoa học sự sống: Sinh học ứng dụng.
- Dành cho sinh viên nước ngoài: Tiếng Việt và Văn hoá Việt Nam.

Năm 2021 – 2022, trường đang đào tạo 23.239 sinh viên tổng các hệ, trong đó có 14.553 sinh viên hệ chính quy, 7.537 sinh viên hệ vừa làm vừa học, 1.046 hệ thạc sĩ, và 103 hệ tiến sĩ. Tỷ lệ sinh viên tốt nghiệp có việc làm sau 1 năm ra trường từ 78,94% tới 92,05%.
Phần lớn sinh viên tốt nghiệp đều được các cơ sở giáo dục và đào tạo tiếp nhận. Trên 70% số sinh viên hệ chính quy tốt nghiệp có việc làm đúng ngành nghề đào tạo. Các đội tuyển của Trường (Toán học, Tin học, Vật lý, Hóa học, các môn Khoa học Mác-Lênin và Tư tưởng Hồ Chí Minh) dự thi các cuộc thi toàn quốc và khu vực đạt nhiều giải thưởng cao về đồng đội và cá nhân.

### Đào tạo Sau Đại học

#### 26 chuyên ngành Thạc sĩ[7]
- Lý luận và Phương pháp dạy học bộ môn Toán
- Lý luận và Phương pháp dạy học bộ môn Vật lý
- Lý luận và Phương pháp dạy học bộ môn Hoá học
- Lý luận và Phương pháp dạy học bộ môn tiếng Anh
- Lý luận và Phương pháp dạy học bộ môn tiếng Pháp
- Lý luận và Phương pháp dạy học bộ môn tiếng Trung Quốc
- Giáo dục học
- Giáo dục học (Giáo dục mầm non)
- Giáo dục học (Giáo dục tiểu học)
- Quản lý giáo dục
- Toán giải tích
- Đại số và lý thuyết số
- Hình học và tô pô
- Vật lý nguyên tử và hạt nhân
- Hoá vô cơ
- Hoá hữu cơ
- Sinh thái học
- Địa lý học
- Tâm lý học
- Khoa học máy tính
- Văn học Việt Nam
- Văn học nước ngoài
- Lý luận văn học
- Ngôn ngữ học
- Lịch sử Việt Nam
- Lịch sử thế giới

Trường liên kết đào tạo ở bậc thạc sĩ ngành Công nghệ đào tạo với Đại học Caen (Cộng hòa Pháp); liên kết đào tạo ngành Ngôn ngữ học với Đại học Rouen (Pháp); liên kết đào tạo với Đại học Joseph Fourier ngành Didactic Toán; liên kết đào tạo ngành Tiếng Trung và ngành Hán ngữ Quốc tế với Đại học Sư phạm Phúc Kiến (Trung Quốc), liên kết đào tạo ngành Lý luận và Phương pháp giảng dạy tiếng Anh với Đại học Victoria Wellington (New Zealand) và Đại học Houston (bang Texas – Hoa Kỳ).

#### 9 chuyên ngành Tiến sĩ[8]
Toán Giải tích, Hình học và tô pô, Lý luận và Phương pháp dạy học bộ môn Toán, Văn học Việt Nam, Văn học nước ngoài, Ngôn ngữ học, Lịch sử Việt Nam, Địa lý học, Quản lý Giáo dục, Tâm lý học, Hoá vô cơ.

## Thành tích, khen thưởng
Thành tích của trường:
- Huân chương Lao động hạng Ba của Chủ tịch nước (năm 1986)
- Huân chương Lao động hạng Nhất của Chủ tịch nước (năm 1996)
- Huân chương Độc lập hạng Ba của Chủ tịch nước (năm 2007)
- Cờ thi đua Tiên tiến xuất sắc của Bộ Giáo dục và Đào tạo (năm 1991)
- Trường Tiên tiến các năm học: 2000–2001, 2001–2002, 2002–2003
- Trường Tiên tiến xuất sắc các năm học: 2003–2004, 2004–2005, 2005–2006
- Bằng khen của Bộ Giáo dục và Đào tạo:[9] 
  - Năm 1985 (02 Bằng khen): thành tích xuất sắc trong công tác văn nghệ;
  - Năm 1986: thực hiện tốt nhiệm vụ năm học;
  - Năm 1987: thành tích đào tạo lưu học sinh nước bạn Cam-pu-chia;
  - Năm 1995 (02 Bằng khen): thành tích "Rèn luyện tay nghề Thực tập Sư phạm của sinh viên Đại học Sư phạm" và thành tích xuất sắc trong công tác Nghiên cứu khoa học & Công nghệ giai đoạn 1991–1995;
  - Các năm: 1996, 1998, 1999, 2000: thành tích xuất sắc trong phong trào "Sinh viên nghiên cứu khoa học";
  - Năm 2001: hoàn thành xuất sắc nhiệm vụ khoa học và công nghệ cấp Bộ giai đoạn 1996-2000;
  - Năm 2003: thành tích xuất sắc trong công tác "Sinh viên nghiên cứu khoa học" năm 2003;
  - Năm 2004 (02 Bằng khen): hoàn thành xuất sắc nhiệm vụ năm học 2002–2003 và thành tích xuất sắc trong công tác Nghiên cứu khoa học của sinh viên giai đoạn 1990–2004;
  - Năm 2005 (03 Bằng khen): hoàn thành xuất sắc nhiệm vụ năm học 2003–2004; hoàn thành xuất sắc nhiệm vụ trong sự nghiệp Giáo dục – Đào tạo và phát triển Nhà trường giai đoạn 2001–2005; thành tích xuất sắc trong phong trào Nghiên cứu khoa học của sinh viên năm 2005;
  - Nhiều Bằng khen về thành tích xuất sắc trong công tác bồi dưỡng thường xuyên cho giáo viên Trung học cơ sở, Trung học phổ thông các tỉnh, thành phía Nam;
- Bằng khen của Ủy ban nhân dân Thành phố Hồ Chí Minh các năm: 1985, 1991, 1992, 1993, 1994, 1995 (02 Bằng khen), 2000, 2001, 2004, 2005 (03 Bằng khen) về thành tích xuất sắc trong các đợt vận động xây dựng nhà tình nghĩa, tổ chức các hoạt động hè, Ánh sáng văn hóa hè, Chiến dịch tình nguyện Mùa hè xanh, hỗ trợ công tác Đoàn và phong trào học sinh-sinh viên và thành tích xuất sắc trong lĩnh vực Công nghệ thông tin và Viễn thông v.v...;
- Bằng khen của Bộ Nội vụ (năm 1985) về thành tích xuất sắc trong các phong trào bảo vệ an ninh Tổ quốc;
- Bằng khen của Bộ Quốc phòng các năm: 1984, 1993 trong công tác giảng dạy quân sự, tự vệ và đào tạo sĩ quan dự bị;
- Bằng khen của Bộ Chỉ huy Quân sự Thành phố Hồ Chí Minh các năm: 1985 (02 Bằng khen), 1986, 1988, 1989, 1990, 1991, 1992 (02 Bằng khen), 2001, 2004, 2005 về thành tích xuất sắc trong các phong trào bảo vệ an ninh Tổ quốc và công tác dân quân, tự vệ;
- Nhiều Bằng khen của Thành Đoàn Thành phố Hồ Chí Minh và của các địa phương khác về việc tổ chức các hoạt động hè, Ánh sáng văn hóa hè, Chiến dịch tình nguyện mùa hè xanh,  hỗ trợ công tác Đoàn và phong trào học sinh – sinh viên trong trường học;
- Năm 2004, Trường đạt giải xuất sắc nhất cuộc thi SAMSUNG DigitAll HOPE 2004 với sản phẩm "Từ điển ký hiệu giao tiếp của người khiếm thính" và với sản phẩm đó, Trường cũng đoạt Cúp Vàng – giải thưởng về Công nghệ thông tin – Truyền thông châu Á – Thái Bình Dương APICTA 2005 (tổ chức tại Chiangmai, Thái Lan – 02/2006) và nhiều Huy chương Vàng, Bạc trong các hội thi Nghiệp vụ Sư phạm – Văn nghệ – Thể dục thể thao toàn quốc và cấp Thành phố;

Thành tích của tập thể và cá nhân thuộc trường
- 01 Huân chương Lao động hạng Nhất cho cá nhân, 01 Huân chương Lao động hạng Nhì cho cá nhân, 11 Huân chương Lao động hạng Ba cho cá nhân và đơn vị trực thuộc Trường;
- 40 Huân chương chống Mỹ hạng Nhất, 44 Huân chương chống Mỹ hạng Nhì, 41 Huân chương chống Mỹ hạng Ba, 37 Huy chương chống Mỹ hạng Nhất, 50 Huy chương chống Mỹ hạng Nhì;
- Nhiều Huân chương Hữu nghị của Chủ tịch Hội đồng Nhà nước Campuchia;
- 01 Huân chương Cành cọ Hàn lâm của Chính phủ Pháp;
- Nhiều Bằng khen của Thủ tướng Chính phủ, Bộ Giáo dục và Đào tạo, Bộ Quốc phòng, Bộ Công an, Ủy ban nhân dân Thành phố Hồ Chí Minh cho các tập thể và cá nhân đạt thành tích xuất sắc trong công tác và hoàn thành nhiệm vụ chính trị.

## Cơ sở vật chất

### Cơ sở đào tạo và phục vụ đào tạo
- Cơ sở 1: 280 An Dương Vương, Phường 4, Quận 5, Thành phố Hồ Chí Minh
- Cơ sở 2: 222 Lê Văn Sỹ, Phường 14, Quận 3, Thành phố Hồ Chí Minh (tiền thân là một phần của Viện Đại học Vạn Hạnh)
- Ký túc xá: 351A Lạc Long Quân, Phường 5, Quận 11, Thành phố Hồ Chí Minh
- Phân hiệu Long An: 934 Quốc lộ 1A, phường Khánh Hậu, tỉnh Tây Ninh (tiền thân là Trường Cao đẳng Sư phạm Long An)
- Phân hiệu Gia Lai: 126 Lê Thánh Tôn, phường Diên Hồng, tỉnh Gia Lai (tiền thân là Trường Cao đẳng Sư phạm Gia Lai)
- Thư viện: 
  - Cơ sở 1: Tòa nhà Thư viện – Nhà làm việc Giáo sư, tầng 8, 280 An Dương Vương, Phường 4, Quận 5, Thành phố Hồ Chí Minh
  - Cơ sở 2: Nhà B, tầng 2, 3, 222 Lê Văn Sỹ, Phường 14, Quận 3, Thành phố Hồ Chí Minh

### Các khoa và tổ trực thuộc

#### 22 khoa

##### Nhóm Khoa học Xã hội
- Khoa Ngữ văn
- Khoa Lịch sử
- Khoa Địa lý
- Khoa Giáo dục Chính trị

##### Nhóm Khoa học Tự nhiên
- Khoa Toán – Tin học
- Khoa Công nghệ Thông tin
- Khoa Vật lý
- Khoa Hóa học
- Khoa Sinh học

##### Nhóm Ngoại ngữ
- Khoa tiếng Anh
- Khoa tiếng Pháp
- Khoa tiếng Nga
- Khoa tiếng Trung
- Khoa tiếng Nhật
- Khoa tiếng Hàn Quốc

##### Nhóm Đặc thù
- Khoa Tâm lý học
- Khoa Khoa học Giáo dục
- Khoa Giáo dục Tiểu học
- Khoa Giáo dục Mầm non
- Khoa Giáo dục Thể chất
- Khoa Giáo dục Quốc phòng
- Khoa Giáo dục Đặc biệt

#### 1 tổ trực thuộc
- Tổ Giáo dục Nữ công

### Trung tâm
- Trung tâm Phát triển kỹ năng sư phạm
- Trung tâm Tin học
- Trung tâm Ngoại ngữ
- Trung tâm Tiếng Pháp Châu Á – Thái Bình Dương
- Trung tâm Giáo dục trẻ khuyết tật Thuận An: B43, Khu phố Bình Đức 2, Phường Lái Thiêu, Thành phố Thuận An, Bình Dương
- Trung tâm Bồi dưỡng văn hóa và Luyện thi đại học
- Trung tâm Hàn Quốc học
- Trung tâm Hợp tác và Trao đổi văn hóa Việt – Nhật
- Trung tâm Ứng dụng – Bồi dưỡng tâm lý
- Giáo dục học
- Trung tâm STEM
- Trung tâm Hỗ trợ sinh viên và Phát triển khởi nghiệp
- Trung tâm Nghiên cứu và Phát triển học liệu giáo dục
- Trung tâm Khảo thí
- Trung tâm Thể thao, Giải trí và Sức khỏe

### Viện nghiên cứu Giáo dục
- Viện Nghiên cứu Giáo dục: 115 Hai Bà Trưng, Phường Bến Nghé, Quận 1, Thành phố Hồ Chí Minh

### Trường Trung học Thực hành
- Trường Trung học Thực hành - Đại học Sư phạm Thành phố Hồ Chí Minh: Toà nhà J, 280 An Dương Vương, Phường 4, Quận 5, Thành phố Hồ Chí Minh

### Nhà xuất bản
- Nhà xuất bản Đại học Sư phạm Thành phố Hồ Chí Minh: Toà nhà A, 280 An Dương Vương, Phường 4, Quận 5, Thành phố Hồ Chí Minh

## Hợp tác quốc tế
Nhiều chương trình hợp tác về đào tạo có hiệu quả đã được thực hiện từ nhiều năm nay giữa Trường Đại học Sư phạm Thành phố Hồ Chí Minh với các trường đại học và các tổ chức quốc tế: hợp tác với Đại học Grenoble I đào tạo Tiến sĩ Didactique Toán, Thạc sĩ Didactique Toán, Vật lý, với Đại học Caen (Cộng hòa Pháp) Thạc sĩ Công nghệ đào tạo; mở rộng liên kết đào tạo trình độ Cử nhân, Thạc sĩ với các trường Đại học Canberra (Úc), Đại học Ostrava, Đại học Tomas Bata (Cộng hòa Séc), Đại học Bình Đông (Đài Loan) và 14 trường đại học ở Trung Quốc,...
Trường Đại học Sư phạm Thành phố Hồ Chí Minh đã cử nhiều giảng viên đến các trường đại học nước ngoài dạy tiếng Việt, Văn hóa Việt Nam, Toán, Vật lý. Có thời điểm, Trường mở được 18 lớp Tiếng Việt ở nước ngoài... Đồng thời, Trường cũng tiếp nhận nhiều giảng viên và sinh viên nước ngoài đến giảng dạy và học tập. Từ năm 2001 đến nay, Trường đã tiếp nhận 56 lượt giảng viên nước ngoài đến giảng dạy tại các khoa, viện, trung tâm của Trường và nhiều sinh viên nước ngoài đến học tập. Hiện đang có 100 sinh viên nước ngoài theo học tiếng Việt tại Trường. Cũng trong thời gian trên, đã có 463 lượt cán bộ của Trường được cử đi công tác và học tập ở 40 nước.

## Hiệu trưởng qua các thời kỳ
| #  | Họ tên               | Học hàm, học vị | Chú thích               |
| -- | -------------------- | --------------- | ----------------------- |
| 1  | Trần Thanh Đạm       | NGND. PGS.      |                         |
| 2  | Huỳnh Thế Cuộc       | NGƯT.           | Quyền Hiệu trưởng       |
| 3  | Hoàng Chúng          | PGS.            |                         |
| 4  | Nguyễn Tấn Phát      | PGS.TS          |                         |
| 5  | Từ Kỳ                | PGS.TS          | Quyền Hiệu trưởng       |
| 6  | Nguyễn Trọng Khâm    | PGS.TS          | Quyền Hiệu trưởng       |
| 7  | Bùi Mạnh Nhị         | PGS.TSKH        |                         |
| 8  | Bạch Văn Hợp         | TS.             |                         |
| 9  | Nguyễn Kim Hồng      | PGS.TS          |                         |
| 10 | Nguyễn Thị Minh Hồng | TS.             | Nữ hiệu trưởng đầu tiên |
| 11 | Huỳnh Văn Sơn        | GS. TS.         |                         |

## Cựu sinh viên tiêu biểu
- Nhà văn Nguyễn Nhật Ánh[10]
- Nhà văn Lý Lan
- Hoà thượng Thích Nhật Từ[11]
- Chuyên gia ẩm thực Nguyễn Dzoãn Cẩm Vân[12]
- Ca sĩ Phạm Hồng Phước[13]
- Cầu thủ Huỳnh Như[14][15]

## Hình ảnh

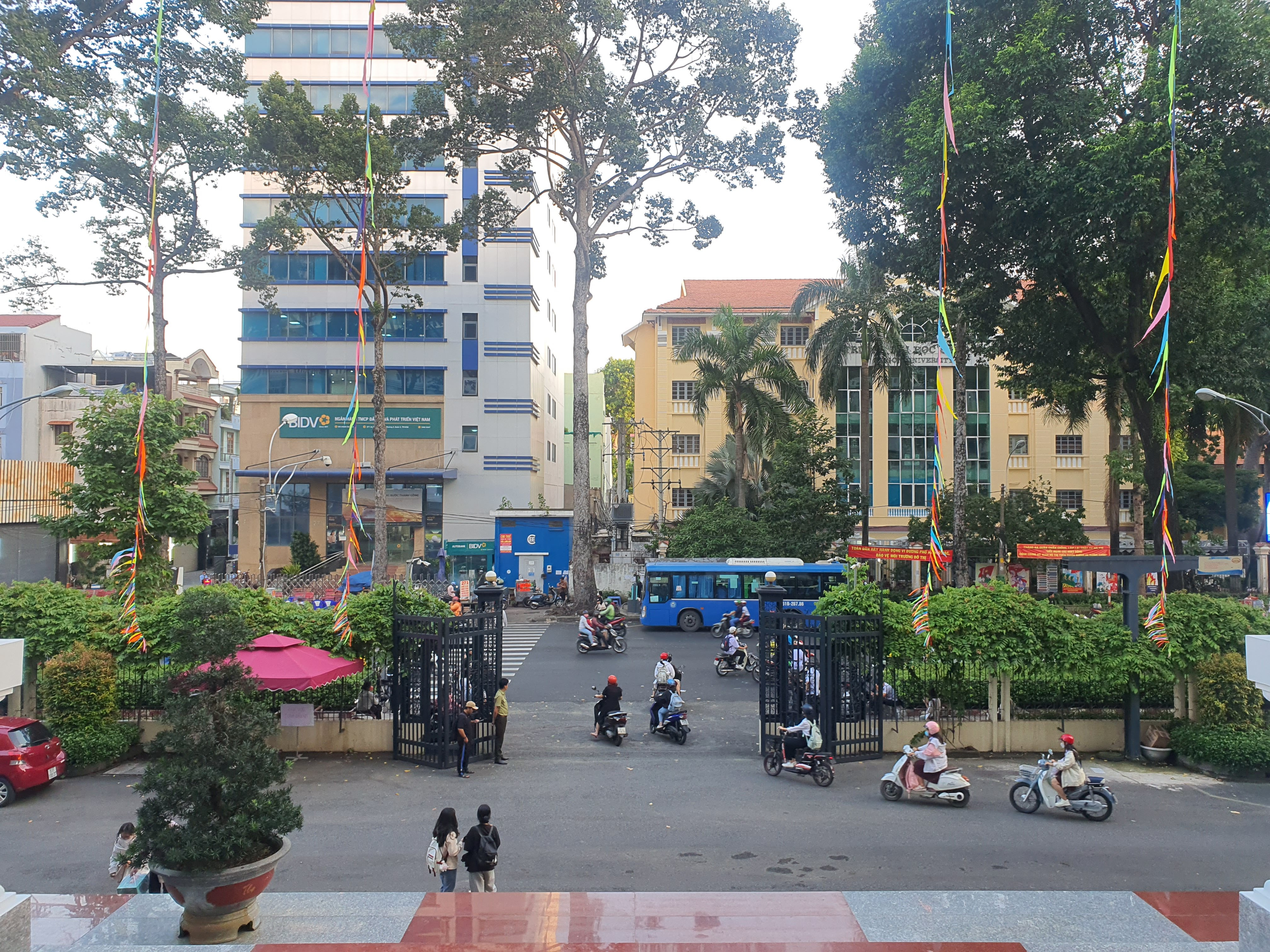
Đường An Dương Vương nhìn từ cổng chính của Trường Đại học Sư phạm Thành phố Hồ Chí Minh.
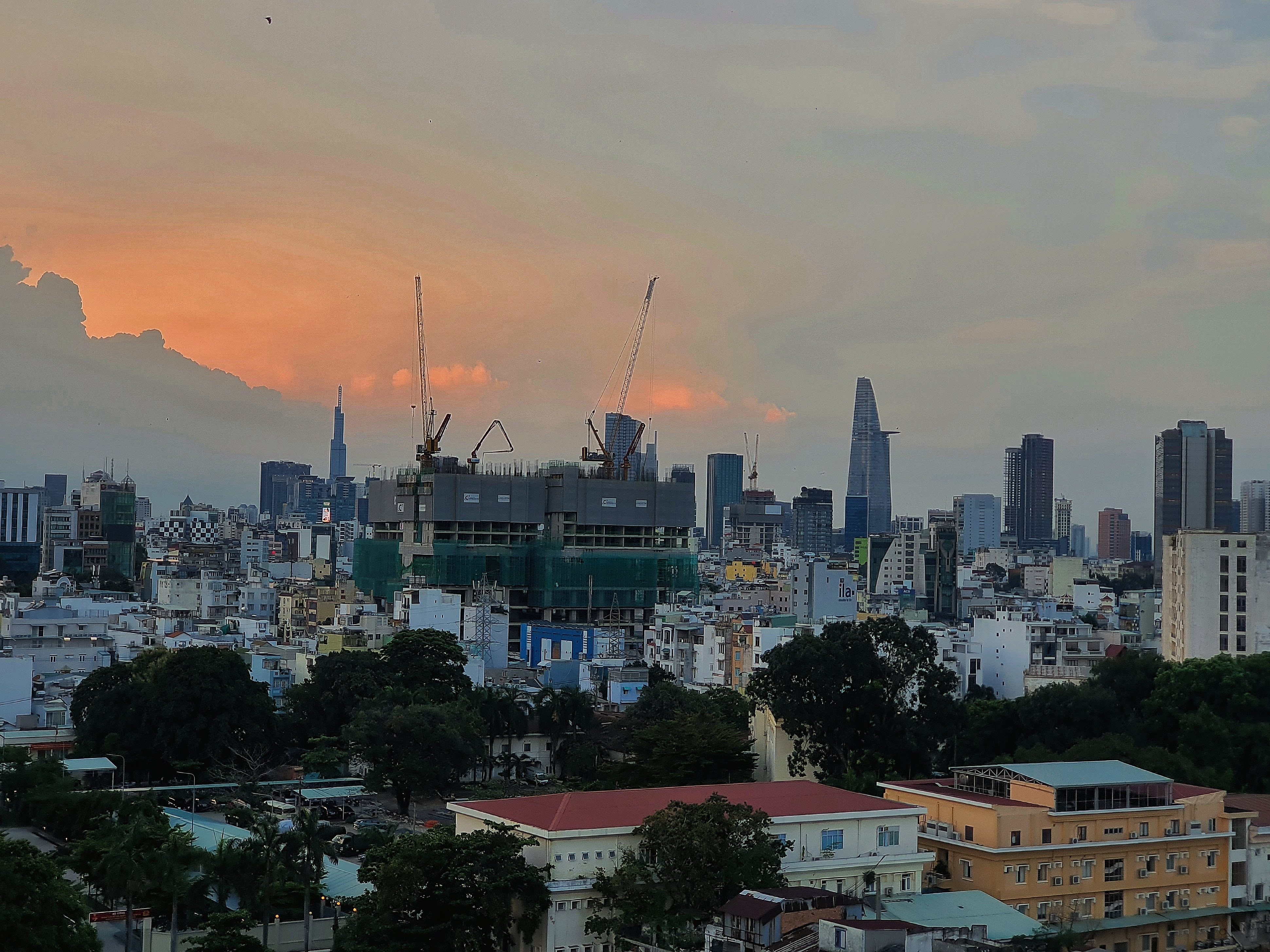
Điểm nhìn thành phố từ Trường Đại học Sư phạm Thành phố Hồ Chí Minh.
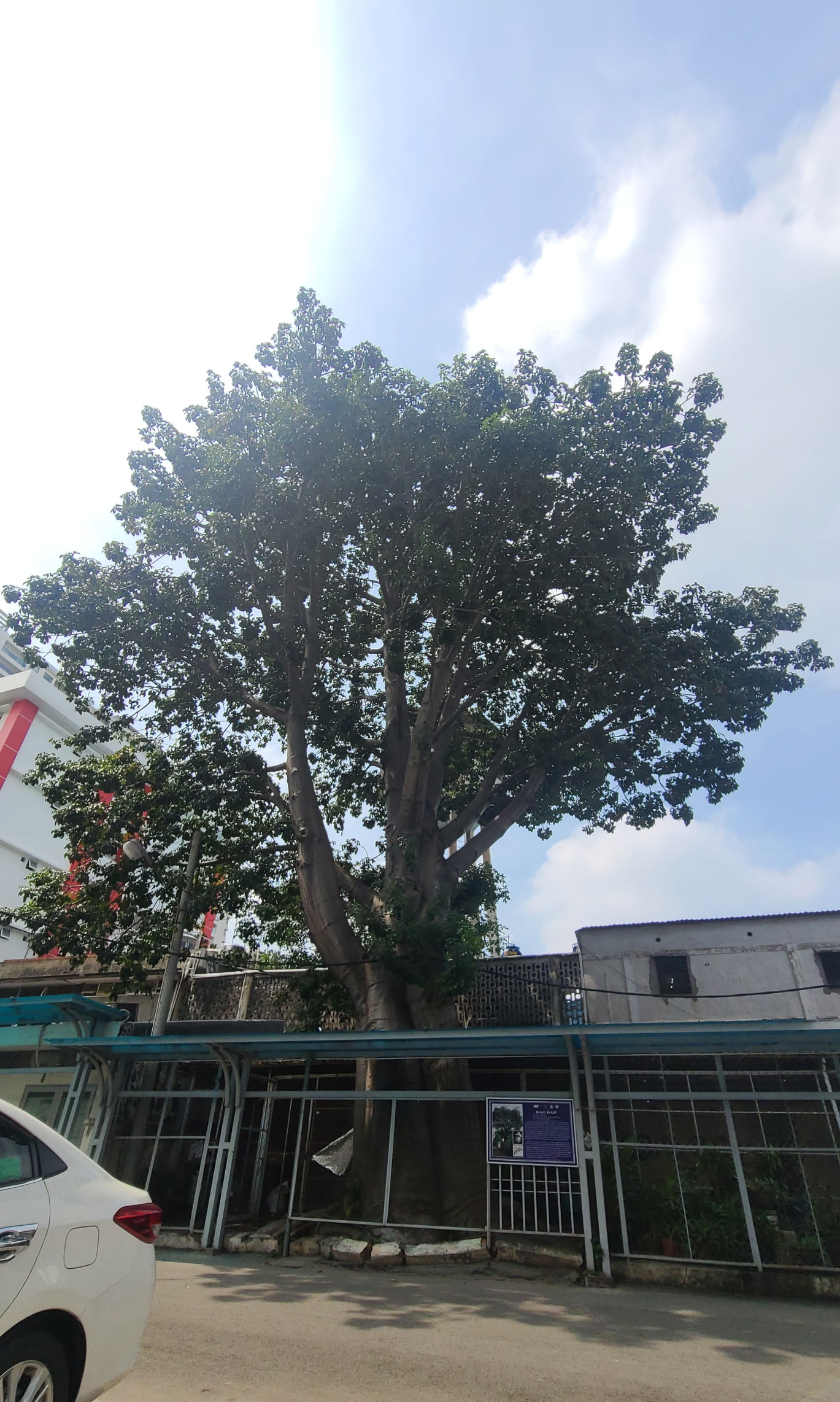
Cây bao báp do thầy Nguyễn Quý Tuấn, nguyên giảng viên khoa Sinh của trường, mang về từ Angola năm 1993
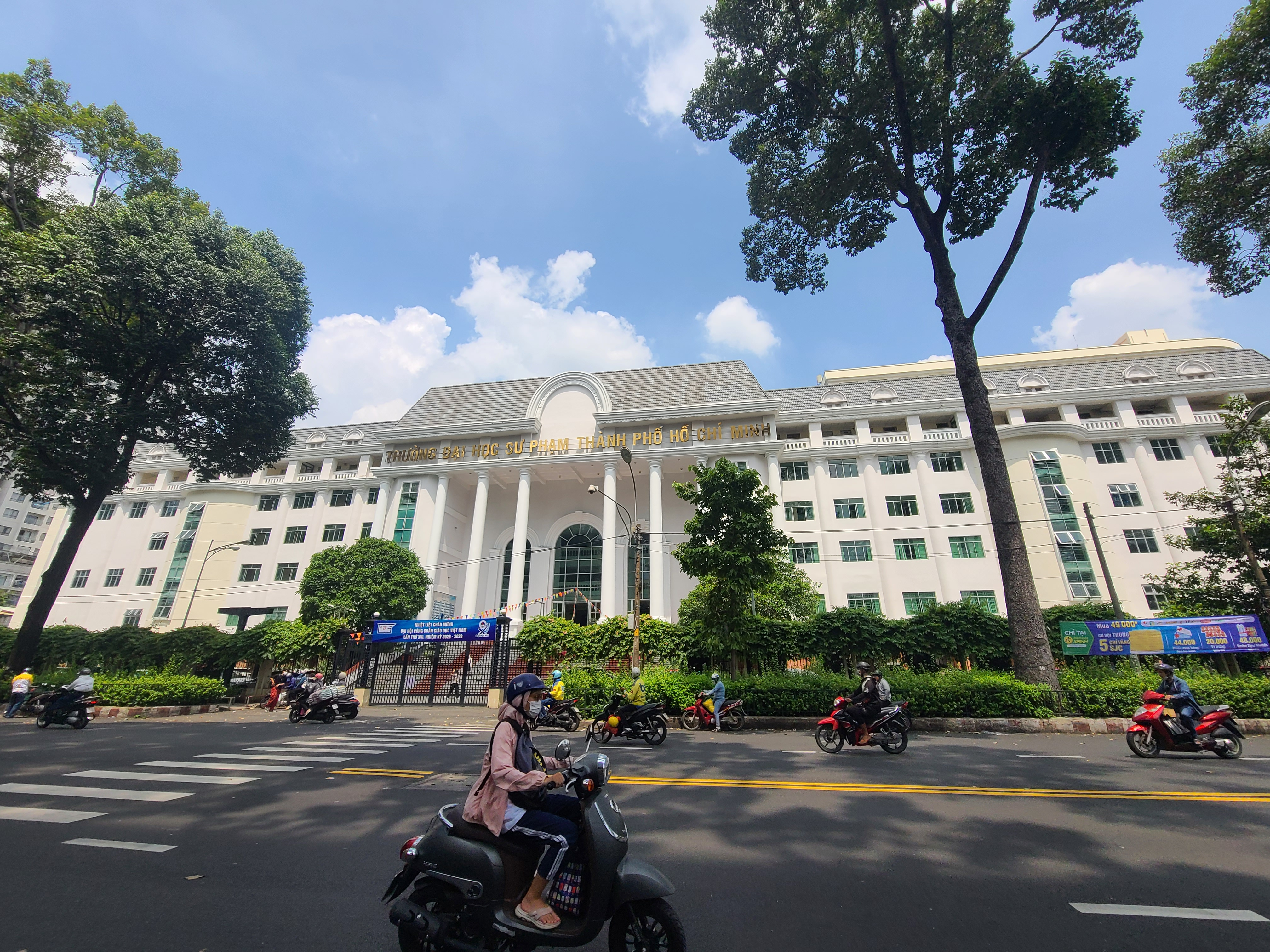
Toà nhà A và cũng là chính diện của trường.
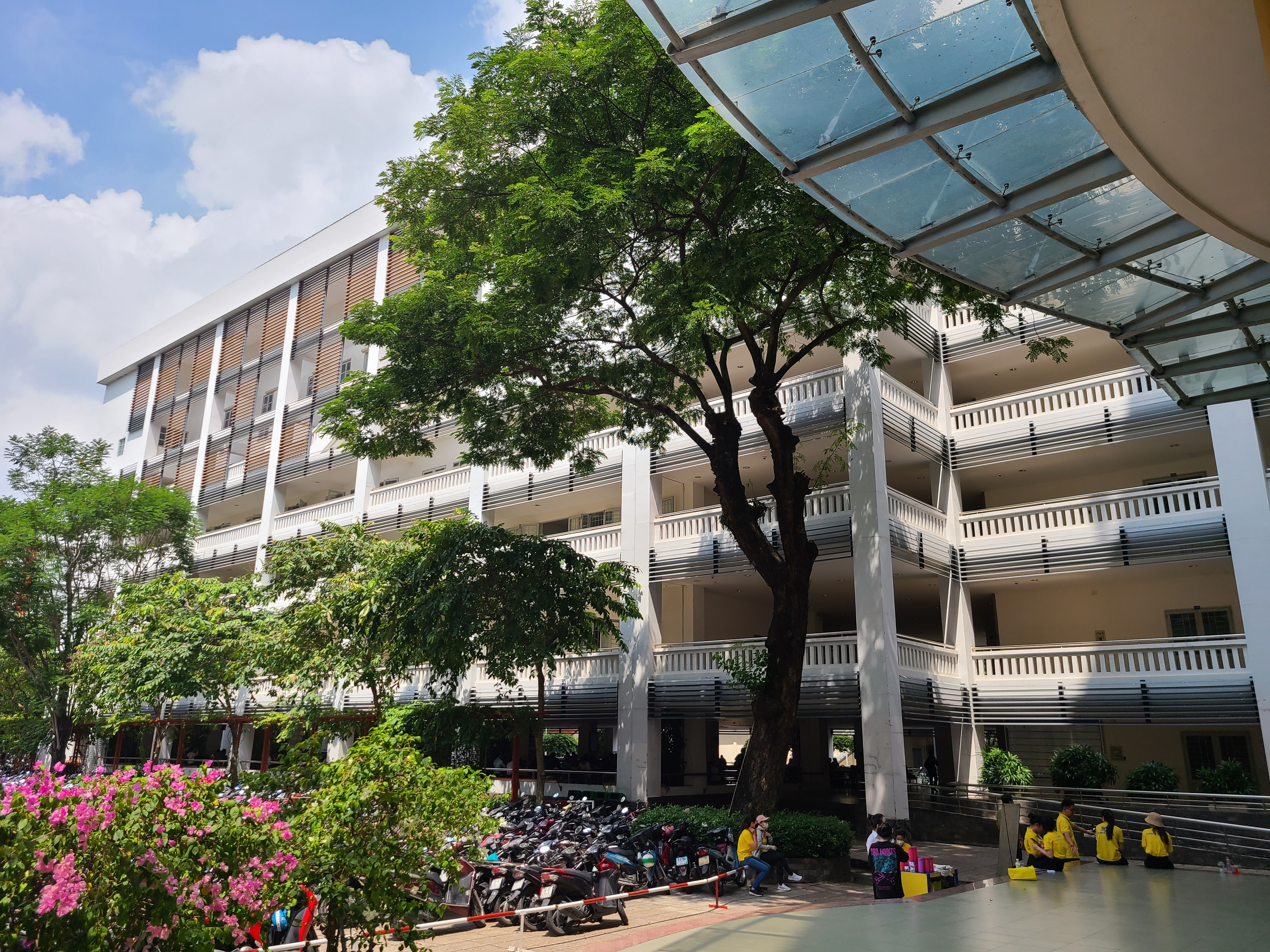
Toà nhà B
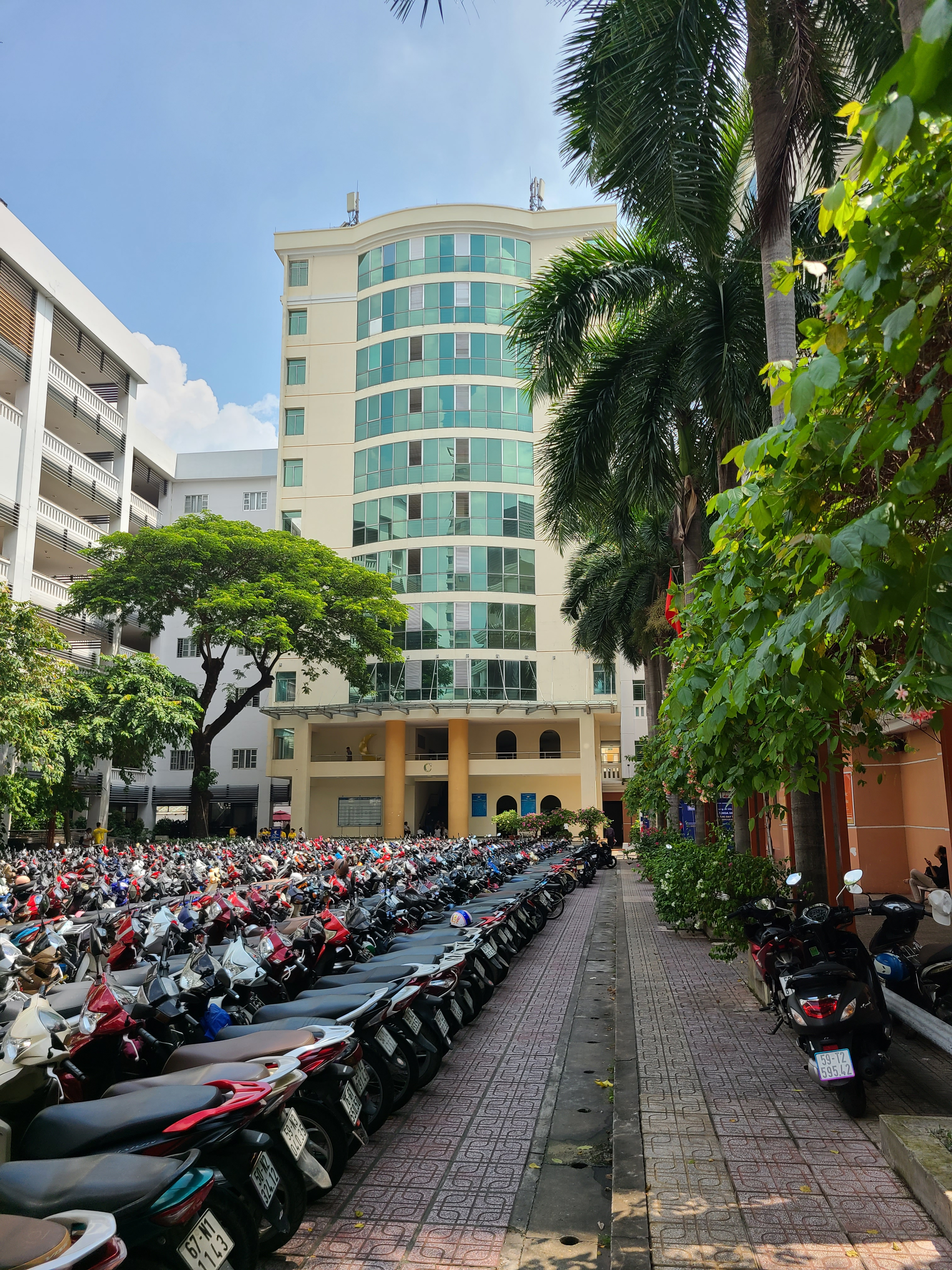
Tòa nhà C
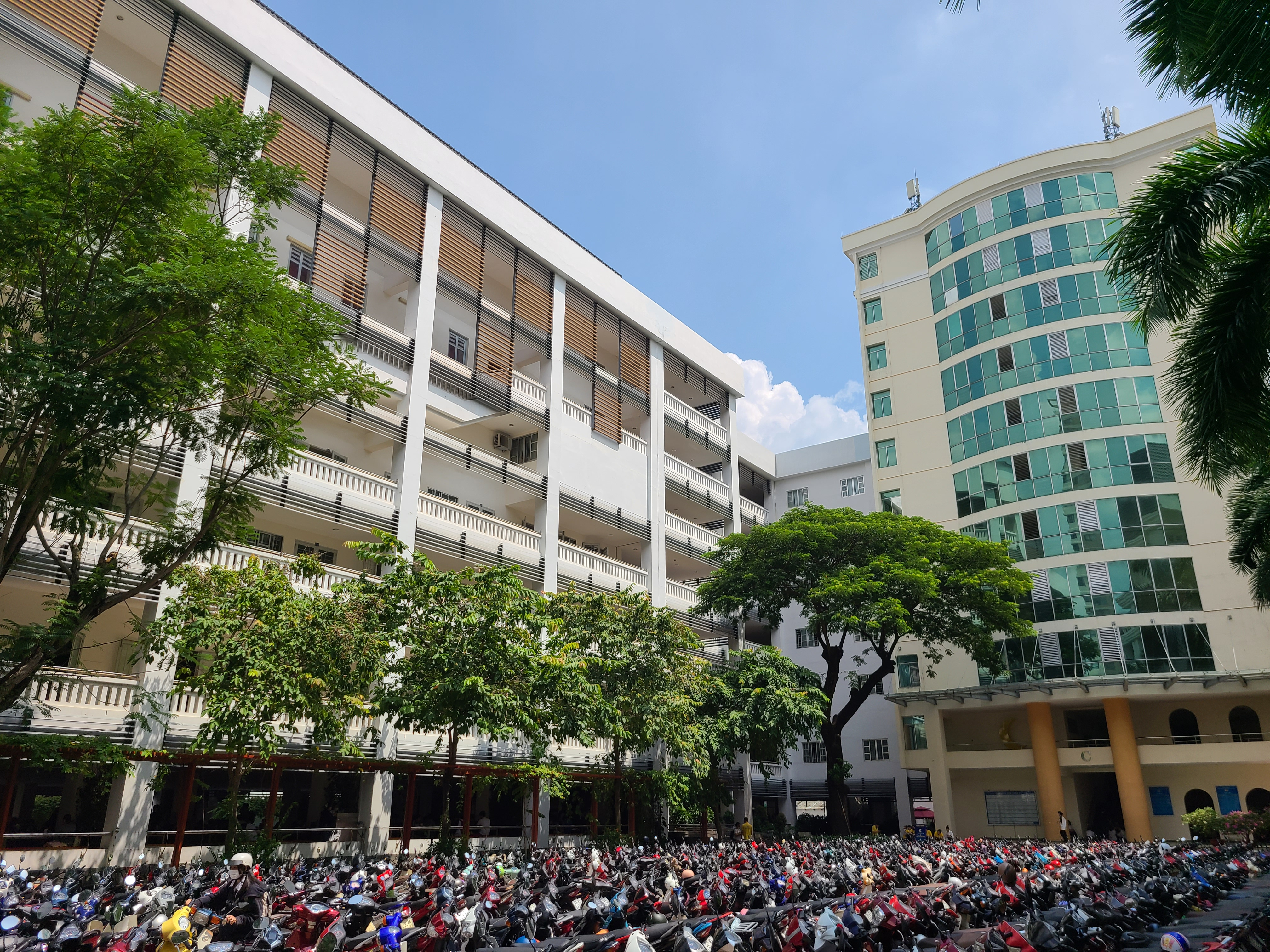
Toà nhà B gồm 6 tầng (bên trái) và toà nhà C gồm 10 tầng (bên phải); khoảng sân lớn được trưng dụng làm bãi để xe.
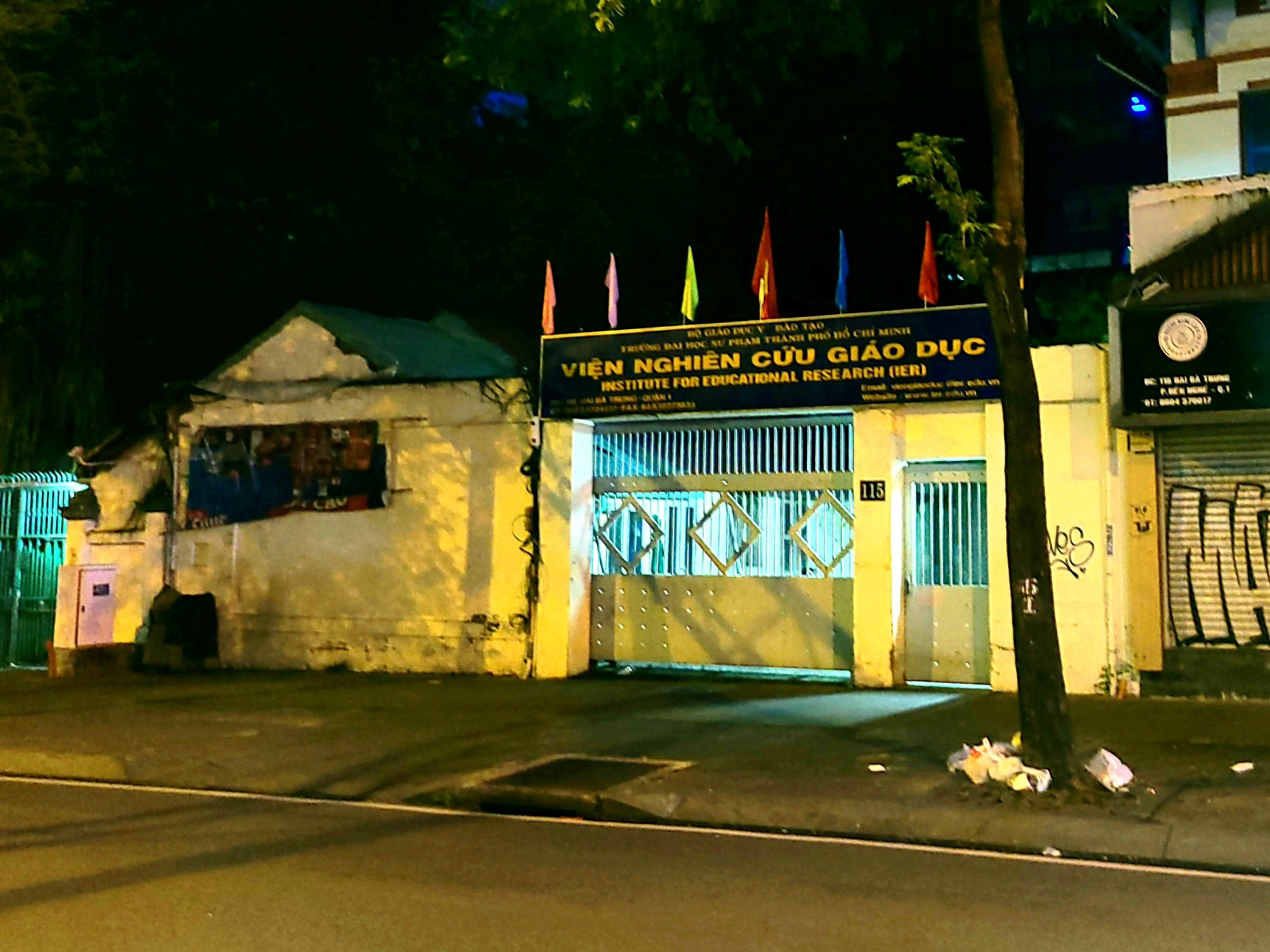
Viện nghiên cứu toạ lạc trên đường Hai Bà Trưng, Quận 1